# Високоентропійні сплави
Високоентропійні сплави (ВЕСи) – сплави, що мають у своєму складі 5 і більше елементів-металів, при цьому концентрація кожного коливається в інтервалі 5-35 % ат., (формальне визначення). З фізичної точки зору багатокомпонентний сплав буде високоентропійним, якщо його ентропійний фактор TΔS (з формули фаз Гіббса ΔG=ΔH-T*ΔS) більше, ніж ентальпія утворення (ΔH) найстійкішого хімічного з'єднання на подвійних та потрійних діаграмах стану елементів, що утворюють дану систему.

## Фактори які забезпечують високі механічні властивості ВЕСів
1. Суттєве спотворення кристалічної ґратки, що виникає внаслідок наявності різнорідних атомів елементів з різною електронною будовою, розмірами і термодинамічними властивостями.
2. Сповільнена дифузія атомів і їх кооперативне переміщення забезпечують стабільність фазового складу при термообробці.
3. Взаємодія різнорідних атомів, які утворюють в тому числі і гібридні зв'язки в кристалічній ґратці твердого розчину, що забезпечує композиційний ефект зміцнення в сплаві на атомарному рівні.

## Можливі різновиди ВЕСів

### Багатокомпонентні інтерметаліди
фази Лавеса (С14, С15), сигма-фази (типу FeCr) мю-фази (типу Fe7Mo6), R-фази (типу Mo3Fe5Cr2)

## Перспективи використання ВЕСів
Дані сплави мають перспективу практичного використання як покриття на ріжучих інструментах, формах для литва, штампах, фільєрах, також можуть використовуватись як дифузійні бар'єри та мішені для магнетронного напилення.